# Rex Everhart
Rex Everhart (* 13. Juni 1920 in Watseka, Illinois; † 13. März 2000 in Branford, Connecticut) war ein US-amerikanischer Theater-, Fernseh- und Filmschauspieler.

## Laufbahn
Everhart besuchte von 1935 bis 1938 zunächst die Western Military Academy in Alton. Anschließend ließ er sich am Pasadena Playhouse und an der New York University zum Schauspieler ausbilden. 1939 wurde er zum ersten Mal als Darsteller aktiv und trat in einer Reihe lokaler Bühneninszenierungen im US-Bundesstaat Connecticut auf. Während des Krieges diente er als Lieutenant in der US-Navy und musste daher von 1942 bis 1947 eine berufliche Pause einlegen. 1955 gelang Everhart sein Debüt am Broadway in New York mit einer Rolle in dem Stück No Time for Sergeants. Auch im weiteren Verlauf seines Berufslebens war er wiederholt in diversen Broadway-Produktionen zu sehen, unter anderem in Anything Goes, Chicago und einer Musical-Version des Films Women of the Year. 1978 erhielt Everhart für seine Darstellung in dem Musical Working eine Tony-Award-Nominierung.
Neben seiner Arbeit als Theaterschauspieler, begann Everhart ab Anfang der 1960er Jahre auch verstärkt als Fernsehdarsteller tätig zu werden. In erster Linie hatte er Auftritte in vereinzelten Episoden verschiedener Fernsehserien, darunter auch einige bekannte wie Preston & Preston, Gnadenlose Stadt und Der Mann mit dem Koffer. Ab den 1970er Jahren agierte Everhart zusätzlich auch als Nebendarsteller in diversen Filmproduktionen. So ist er dem Publikum vor allem durch eine Nebenrolle als Nachtwächter während Supermans erstem Streifflug in Richard Donners gleichnamigem Kinofilm und als Truckfahrer Enos in Sean S. Cunninghams Horrorklassiker Freitag der 13. in Erinnerung geblieben. 1991 lieh er außerdem der Figur Maurice in dem Disney-Zeichentrickklassiker Die Schöne und das Biest im englischen Original seine Stimme.
Everhart war von 1944 bis 1957 in erster Ehe verheiratet. Die Verbindung blieb kinderlos. Ab 1960 war er in zweiter Ehe verheiratet. Aus dieser ging eine Tochter hervor. Der Schauspieler verstarb am 13. März 2000 an den Folgen einer Lungenkrebs-Erkrankung.

## Filmografie (Auszug)
- 1960: Sunday Showcase (Fernsehserie, 2 Folgen)
- 1961: Way Out (Fernsehserie, 1 Folge)
- 1961: Armstrong Circle Theatre (Fernsehserie, 1 Folge)
- 1962–1965: Preston & Preston (The Defenders, Fernsehserie, 2 Folgen)
- 1962: Wagen 54, bitte melden (Car 54, Where Are You? , Fernsehserie, 1 Folge)
- 1962: Gnadenlose Stadt (Naked City, Fernsehserie, 1 Folge)
- 1963: The DuPont Show of the Week (Fernsehserie, 1 Folge)
- 1965: For the People (Fernsehserie, 1 Folge)
- 1965: Who Killed Teddy Bear
- 1966: The Trials of O’Brien (Fernsehserie, 1 Folge)
- 1966: ABC Stage 67 (Fernsehserie, 1 Folge)
- 1968: Der Mann mit dem Koffer (Man in a Suitcase, Fernsehserie, 1 Folge)
- 1973: Die Seven-Ups (The Seven-Ups)
- 1974: Feelin’ Good (Fernsehserie)
- 1976: Stranded (Fernsehfilm)
- 1977: The Blue Hotel (Fernsehfilm)
- 1978: Mathilda... schlägt alle K.O. (Matilda)
- 1978: Superman
- 1979: The Baby with Four Fathers (Fernsehfilm)
- 1980: Freitag der 13. (Friday the 13th)
- 1980: Gnomes (Zeichentrickfilm, Stimme)
- 1981: Freitag der 13. – Jason kehrt zurück (Friday the 13th Part 2)
- 1982: The Elephant Man (Fernsehfilm)
- 1983: Running Out (Fernsehfilm)
- 1984: Junge Schicksale (ABC Afterschool Specials, Fernsehserie, 1 Folge)
- 1987: Der Mörder mit dem Rosenkranz (The Rosary Murders)
- 1989: Family Business
- 1991: Law & Order (Fernsehserie, 1 Folge)
- 1991: Die Schöne und das Biest (Beauty and the Beast, Stimme)
- 1992: Square One Television (Fernsehserie, 1 Folge)
- 1992: Lincoln (Fernsehfilm)
- 1993: Ghostwriter (Fernsehserie, 1 Folge)